# Горбонос, Дмитрий Савельевич
Дмитрий Савельевич Горбонос (5 сентября 1920, станица Ивановская — 31 июля 2009, там же) — участник Великой Отечественной войны, полный кавалер ордена Славы.

## Биография
Родился в станице Ивановская (ныне — Красноармейского района Краснодарского края) в русской крестьянской семье. Получив начальное образование, работал в колхозе.
В сентябре 1940 года был призван в Красную Армию. В боях Великой Отечественной войны с июня 1941, воевал на Сталинградском, Донском, Воронежском, Степном фронтах.
В боях под Сталинградом и Белгородом выполнял поставленные задачи по установке мин, строил мосты на реках Мерефа, Ольшеватка. При форсировании Днепра за 6 рейсов осуществил переправу 120 бойцов. 23 ноября 1943 года был награждён медалью «За отвагу».
Будучи командиром отделения 92-го гвардейского отдельного сапёрного батальона (81-я гвардейская стрелковая дивизия, 7-я гвардейская армия, 2-й Украинский фронт) в звании гвардии сержанта, в феврале 1944 года установил 218 мин лично (его отделение всего установило 780 мин); 19 февраля при разведке инженерных заграждений противника участвовал в составе группы в захвате пленного. 27 февраля 1944 года был награждён орденом Красной Звезды.
За успешное инженерное обеспечение наступления стрелковых подразделений в районе города Пашкани (Румыния) 13 мая 1944 года награждён орденом Славы 3-й степени.
Ночью 19 и 20 августа 1944 года в боях за город Тыргу-Фрумос (42 км западнее Ясс, Румыния) восстанавливал мосты, сделал проходы в минных полях и проволочных заграждениях, чем обеспечил продвижение стрелковых подразделений. 5 октября 1944 года награждён орденом Славы 2-й степени.
2 апреля 1945 года в районе города Пезинок (17 км северо-западнее Братиславы, Словакия) сделал проходы в минных полях и проволочных заграждениях для наступления стрелковых подразделений. 3 апреля 1945 года, отражая контратаки противника в условиях горно-лесистой местности, несмотря на ранение, выполнил боевую задачу. 15 мая 1946 года награждён орденом Славы 1-й степени.
В апреле 1946 года был демобилизован, вернулся на родину. Работал в колхозе, удостоен звания «Заслуженный колхозник».
Умер и похоронен в станице Ивановской.

## Награды
- медаль «За оборону Сталинграда» (1943)[3]
- медаль «За отвагу» (23.11.1943)[3]
- орден Красной Звезды (27.2.1944)[4]
- орден Славы 3-й (13.5.1944), 2-й (5.10.1944)[5] и 1-й (15.5.1946) степеней
- орден Отечественной войны 1 степени (6.4.1985)[6].

## Память
Имя Д. С. Горбоноса высечено на мемориальной доске в станице Ивановской.